# Svart-Gässlingen
Svart-Gässlingen är en sjö i Bräcke kommun i Jämtland och ingår i Ljungans huvudavrinningsområde. Sjön har en area på 0,142 kvadratkilometer och ligger 303,1 meter över havet. Sjön avvattnas av vattendraget Stadstjärnbäcken.

## Delavrinningsområde
Svart-Gässlingen ingår i det delavrinningsområde (699216-146940) som SMHI kallar för Utloppet av Svart-Gässlingen. Medelhöjden är 335 meter över havet och ytan är 0,93 kvadratkilometer. Det finns ett avrinningsområde uppströms, och räknas det in blir den ackumulerade arean 11,07 kvadratkilometer. Stadstjärnbäcken som avvattnar avrinningsområdet har biflödesordning 4, vilket innebär att vattnet flödar genom totalt 4 vattendrag innan det når havet efter 217 kilometer. Avrinningsområdet består mestadels av skog (85 procent). Avrinningsområdet har 0,14 kvadratkilometer vattenytor vilket ger det en sjöprocent på 14,8 procent.